# Marie Brûlart de La Borde
Marie Brûlart de La Borde, née vers 1684 et morte le 11 septembre 1763 à Versailles, duchesse de Luynes par son second mariage, fut la première dame d’honneur de la reine Marie Leszczynska. 

## Famille
Fille de Nicolas Brûlart, marquis de La Borde, et de sa seconde épouse, Marie Bouthillier de Chavigny (fille de Léon), elle épouse en 1704 en premières noces Louis-Joseph de Béthune-Charost (1681-1709), qui trouve la mort à la bataille de Malplaquet, quatre jours après la naissance de leur fille, Marie-Thérèse de Béthune-Charost (7 septembre 1709-1716).
Elle se remarie en 1732 avec Charles-Philippe d'Albert de Luynes, duc de Luynes et de Chevreuse, qui a laissé des mémoires sur la vie à la cour de Versailles, union qui resta sans postérité.
La duchesse de Luynes est la tante de la marquise du Deffand, la grand-tante de Gabrielle Pauline Bouthillier de Chavigny, connue sous le nom de marquise de Valbelle puis de comtesse d'Adhémar, et la demi-sœur de la comtesse de Brienne, Jacqueline Charlotte Brûlart (+ 1743) épouse d'Henri Louis de Loménie de Brienne, fils du secrétaire d'État. En décembre 1752, elle présente officiellement sa nièce Gabrielle de Chamillart, épouse de Nicolas Louis Loménie de Brienne, à la famille royale. Elle protège ses petits-neveux, et soutient en particulier le caractère ecclésiastique du futur cardinal de Brienne.
Amie de la reine de France Marie Leszczynska, elle la sert en tant que première dame d'honneur de 1735 à sa mort. 
Elle fit partie des intimes conviés dans les salons littéraires et aux Grandes Nuits de Sceaux données au château de Sceaux par Louise-Bénédicte de Bourbon, duchesse du Maine, autour de sa cour et des chevaliers de la Mouche à miel.